# Samuel Glasstone
Samuel Glasstone né le 5 mars 1897 à Londres, mort le 16 novembre 1986 à Oak Ridge, Tennessee, est un physicien nucléaire et vulgarisateur anglais, naturalisé américain. Il a publié une quarantaine de livres sur des sujets allant de la chimie physique à l’aérospatiale en passant par la radioécologie. Il a fait connaître à un vaste public les effets des armes nucléaires.

## Années de formation
Samuel est le fils d'un modeste commerçant londonien, Jacob Glasstone et de sa femme Milly. Il aurait manifesté sa vocation de chimiste dès l'âge de 11 ans. Sa précocité le fait admettre à 15 ans à l'université de Londres. En quatre ans, il obtient son diplôme de chimiste. Les trois années suivantes, il travaille dans l'industrie puis obtient un poste de préparateur au King's College de Londres, où il va pouvoir étudier plus en détail la chimie physique. Dans les années 1920, il tient une rubrique de vulgarisation scientifique à la BBC qui connaît un grand succès. Il obtient deux doctorats à l'université de Londres : un doctorat de chimie (1922) et le doctorat ès sciences (PhD et ScD – Doctor of Science) en 1926. En 1929, il publie son premier livre, qui est un ouvrage de vulgarisation : Chemistry in Daily Life. En préface, il rappelle que c'est l'accueil enthousiaste de son audience à la radio qui l'a incité à écrire ce livre.

## Émigration aux États-Unis
En 1939, il part avec sa femme Violette (née Collingwood), botaniste, aux États-Unis, avec dans ses bagages le manuscrit d’un Manuel de chimie physique de 1700 pages (Textbook on Physical Chemistry). Cette monographie, déjà à sa 4e édition en 1947, continue d’être publiée encore en 2020. En 1943, il publie un livre de cuisine avec sa femme.
Il enseigne à l’université de Princeton, à l’université de l'Oklahoma et à l’université de Californie. Il obtient la nationalité américaine en 1944. Quatre ans plus tard, le futur président de l’United States Atomic Energy Commission (AEC), Glenn T. Seaborg, l'invite à composer un recueil d’articles historiques sur l'énergie atomique : c'est le début d'une longue amitié entre les deux physiciens. Sourcebook on Atomic Energy, publié en 1950, a été traduit dans plusieurs langues, et Seaborg a dit de ce recueil : « En l’espace de 17 ans, il a écrit 12 traités ou articles devenus classiques pour l’AEC qui, chacun dans leur domaine, sont exemplaires. Ses livres (...) illustrent la littérature scientifique à son plus haut degré – précis et exacts, mais aussi fluides, clairs, charmants et divertissants par l’ordre des matières,. »
Mais son livre le plus connu demeure l'essai sur l'arme nucléaire, qu'il a co-écrit avec Philip J. Dolan : Effects of Nuclear Weapons. L'édition originale (1950) ne circulait qu'au Laboratoire de Los Alamos ; le texte a été remanié pour le grand public et publié en 1957 ; il a été réactualisé en 1962 et augmenté en 1977. Interdit durant la Guerre froide en Union Soviétique, cet ouvrage est à présent disponible en Russie. La Federal Civil Defense Administration américaine l'a décrit comme « une source d'informations considérable sur les effets des armes atomiques,. »
Ses traités sur la physique des réacteurs nucléaires et sur l'énergie atomique restent inégalés par leur précision. Il les a composés pour la plupart dans son ranch de Pojoaque (Nouveau-Mexique), 27 km à l'est de Los Alamos. Il y travaillait dès le matin et s'imposait une cadence d'environ 8 000 mots par semaine. De tous ces essais, celui qu'il a composé avec Milton C. Edlund, The elements of nuclear reactor theory, a fait date dans la physique des réacteurs nucléaires (il a été traduit en allemand en 1961). Il a consacré un autre essai au nucléaire civil, Principles of nuclear reactor engineering, qui, complété avec l'historien de l'art Alexander Sesonske a paru sous le titre Nuclear reactor engineering.
De 1952 à 1969, il a continué de travailler comme conseiller scientifique à Los Alamos, mais ses intérêts s'étendaient à présent aux succès de la conquête spatiale, comme en témoigne The book of Mars, paru en 1968. Il se remarie en 1969 avec une musicologue, Kathleen Arilla née Grant (1913–2008), elle-même veuve du physicochimiste William H. Sullivan. Le couple déménage en 1970 à Oak Ridge, où Samuel Glasstone s'éteint en 1986. Il a été inhumé au cimetière méthodiste d'Oak Ridge.

## Postérité
Depuis 1990, l’université d'Oxford décerne annuellement deux bourses de recherche Glasstone (Violette and Samuel Glasstone Research Fellowships in Science) pour les sciences physiques, destinées aux chercheurs adultes, un homme et une femme. Selon la volonté des donateurs, Samuel et Violette Glasstone, ces bourses ne peuvent être attribuées qu'à des chercheurs en Chimie, informatique, sciences de l'ingénieur, sciences des matériaux, mathématiques, physique, botanique et statistique.

## Voir également
- (de) Cet article est partiellement ou en totalité issu de l’article de Wikipédia en allemand intitulé « Samuel Glasstone » (voir la liste des auteurs).
- Anecdotes touchant Samuel Glasstone et l'un de ses coauteurs (consulté le 27 mai 2023).

### Vulgarisation
- Samuel Glasstone, Chemistry in Daily Life, Londres, Methuen & Co., 1929, vi+ 250 (lire en ligne).
- Samuel Glasstone, Violette F. Glasstone, The food you eat: A practical guide to home nutrition, Norman, University of Oklahoma Press, 1943, 277 p..
- Samuel Glasstone, Textbook of physical chemistry, New York, 1947 (réimpr. 2. ed. 4. réimpr.), 1320 p..
- (en) Samuel Glasstone, The book of Mars, Washington, D.C., National Aeronautics and Space Administration, 1968, 315 p. (lire en ligne).

### Essais et traités
- (en) Samuel Glasstone, Theoretical Chemistry, New York, D. Van Nostrand Co., 1944, 530 p. (lire en ligne).

- (en) Samuel Glasstone, Sourcebook on Atomic Energy, Londres, MacMillan, 1950, 546 p. (lire en ligne).
- Samuel Glasstone et Milton C. Edlund, The elements of nuclear reactor theory, Londres, MacMillan, 1952, VII+416.

 La 6ᵉ édition de février 1957 est consultable en ligne avec possibilité de recherche plein texte.
- Samuel Glasstone et M. C. Edlund, Kernreaktortheorie, Vienne, Springer Vienna, 1961 (ISBN 3-7091-7901-7, DOI 10.1007/978-3-7091-7900-0).
- (en) Samuel Glasstone, Principles of nuclear reactor engineering, Princeton (New Jersey), Van Nostrand, 1955, IX+861 (lire en ligne).
- (en) Samuel Glasstone, Alexander Sesonske, Principles of nuclear reactor engineering, Princeton, NJ, D. Van Nostrand, 1963 (lire en ligne) republié en 2 vol chez Springer en 1994 :
  - Reactor Design Basics,  (ISBN 978-1-4615-7527-6) ;
  - Reactor Systems Engineering,  (ISBN 978-1-4615-2083-2) ;
- (en) Samuel Glasstone et Philip J. Dolan, The Effects of Nuclear Weapons, Washington, DC, United States Department of Defense and the United States Department of Energy, 1977 (réimpr. 3.), 653 p. (lire en ligne) ;
- George I. Bell, Samuel Glasstone, Nuclear reactor theory, New York, Van Nostrand Reinhold, 1970, XVIII+619 (lire en ligne).